# Los Feliz
Los Feliz est l’un des plus vieux quartiers de la ville de Los Angeles (Californie), mais aussi l'un des plus aisés.

## Personnalités liées à ce quartier
La peintre et sculptrice française Claire Tabouret habite Los Feliz, dans une maison construite vers 1920.